# Irlanda en los Juegos Olímpicos de Moscú 1980
Irlanda estuvo representada en los Juegos Olímpicos de Moscú 1980 por un total de 47 deportistas que compitieron en 11 deportes.  

## Medallistas
El equipo olímpico irlandés obtuvo las siguientes medallas:
| Nombre                        | Deporte | Competición       |
| ----------------------------- | ------- | ----------------- |
| Oro                           |         |                   |
| —                             |         |                   |
| Plata                         |         |                   |
| David Wilkins James Wilkinson | Vela    | Flying Dutchman M |
| Bronce                        |         |                   |
| Hugh Russell                  | Boxeo   | Mosca (51 kg) M   |